# Yanagi Takahiro
Yanagi Takahiro (柳 貴博 Yanagi Takahiro, sinh ngày 5 tháng 8 năm 1997) là một cầu thủ bóng đá người Nhật Bản. Anh thi đấu cho FC Tokyo.

## Sự nghiệp
Yanagi Takahiro gia nhập FC Tokyo năm 2016. Ngày 13 tháng 3 năm anh ra mắt ở J3 League (v SC Sagamihara).